# Hendrick Sefojane
Hendrick Sefojane, né le 3 décembre 1990, est un kayakiste sud-africain pratiquant le slalom.

## Carrière
Il est médaillé de bronze en K1 aux Championnats d'Afrique de slalom 2009 à Cradock.